# Budins
Els budins (en llatí: budini, en grec antic Βουδῖνοι) eren un poble que vivia a la Sarmàcia.
Heròdot, que és gairebé l'únic autor que en parla, diu que vivien al nord de la mar d'Azov (Palus Maeotis) a un país de molts boscos, darrere del qual hi havia un desert o un territori sense arbres. El seu país devia estar al nord-oest de l'Azov i a l'oest del riu Tanais (Don). Heròdot diu que a l'est del desert hi havia els tisagetes (suposadament a la regió del Volga). També diu que eren un poble nombrós, d'ulls blaus, cabells rossos o vermells, que es pintaven el cos. Els gelons i els agatirsos pertanyien a aquest poble.
La seva ciutat principal, que estava feta amb fusta, era Gelonos, i l'ocupaven en gran part els gelons, on hi havia deus grecs i feien un festival cada tres anys dedicat a Dionís i complementat amb ritus dionisíacs. Els gelons se'ls suposa originalment grecs emigrats de les colònies de Crimea, que s'havien convertit en escites però havien conservat alguns costum grecs.
El budins parlaven una llengua diferent a la dels gelons, i tenien altres costums i a més eren nòmades, mentre que els gelons cultivaven la terra, menjaven pa, tenien horts i no s'assemblaven físicament, però els grecs confonien els budins amb els gelons. Heròdot diu que quan Darios de Pèrsia va envair el país dels escites va arribar fins al territori dels budins i va cremar la seva ciutat, ja que era de fusta, ciutat que havien abandonat i que ja no contenia res. Els budins, amb els gelons i els sàrmates van iniciar una lluita contra Darios, que altres pobles de la contrada en principi no van recolzar.